# Starz Entertainment
A Starz Entertainment Corp é uma empresa de entretenimento canadense-americana, atualmente sediada em Santa Mônica, Califórnia. Fundada por Frank Giustra em 10 de julho de 1997, ela foi inicialmente sediada e incorporada em Vancouver, Colúmbia Britânica. A empresa era anteriormente conhecida como Lions Gate Entertainment Corporation, ou simplesmente Lionsgate.
Antes de 2024, a então Lionsgate possuía estúdios de cinema e televisão sob sua própria alçada. Desde então, eles foram desmembrados para a Lionsgate Studios (en) em 14 de maio de 2024, da qual a Starz possuía 87% até sua separação em 7 de maio de 2025. A empresa é negociada na Nasdaq sob o símbolo de ações STRZ.

## Lionsgate Films
É um estúdio de cinema americano canadense e o braço de produções cinematográficas da Lionsgate. Ele se concentra em filmes estrangeiros e independentes e distribuiu várias franquias de filmes de sucesso comercial, incluindo Jogos Vorazes, Rambo, Divergente, O Justiceiro, John Wick, Saw, Madea, Blair Witch, Now You See Me, Hostel, Os Mercenários, Sinistro, A Saga Crepúsculo e Step Up.

## Subsidiarias
- Summit Entertainment
- Lionsgate Television
- Roadside Attractions 43% de propriedade
- 3 Arts Entertainment (majoritario)
- Globalgate Entertainment (jv)
- Good Universe
- Lionsgate canadá
- Grindstone Entertainment Group
- Spyglass Media Group 18,9% de propriedade